# Corinne Schneider
Corinne Di Tizio-Schneider (* 28. Juli 1962) ist eine ehemalige Schweizer Leichtathletin, spezialisiert auf den Siebenkampf.
Die Aargauerin war dreimal Schweizer Meisterin im Siebenkampf und hielt 32 Jahre lang den Schweizer Rekord. Zudem war sie einmal Schweizer Meisterin im Hochsprung. 1982 nahm sie erstmals an einer großen internationalen Meisterschaft teil, bei den Europameisterschaften in Athen erreichte sie mit 5737 Punkten Rang 16. Ein Jahr später bei den Weltmeisterschaften 1983 in Helsinki ergaben 5851 Punkte Platz 14. Bei den Olympischen Spielen 1984 in Los Angeles belegte sie mit 6042 Punkten den zehnten Platz. 1988 in Seoul wurde sie mit 6157 Punkten 13.
Sie stellte 1980 den ersten Schweizer Rekord im Siebenkampf auf, bis 1985 verbesserte sie den Rekord sieben Mal. 1984 übertraf sie in Innsbruck als erste Schweizerin die 6000-Punkte-Marke. Am 15. und 16. Juni 1985 stellte sie in Zug mit 6265 Punkten einen lange bestehenden Schweizer Rekord auf. 
Bei einer Körpergröße von 1,77 m betrug ihr Wettkampfgewicht 62 kg.